# Lijst van presidenten van Bangladesh
Hier vindt u de lijst van presidenten van Bangladesh vanaf het jaar 1971 tot heden. De huidige president is Mohammed Shahabuddin. Hij won de presidentiële verkiezing van 24 april 2023.

## Presidenten van Bangladesh (1971-heden)
| President | President                                   | Ambtstermijn                 | Ambtstermijn                 | Partij       |
| --------- | ------------------------------------------- | ---------------------------- | ---------------------------- | ------------ |
|           | Sjeik Mujibur Rahman (1920-1975)            | 17 april 1971                | 12 januari 1972              | AL           |
|           | Syed Nasrul Islam (1925-1975) (Interim)     | 17 april 1971                | 12 januari 1972              | AL           |
|           | Abu Sayeed Chowdhury (1921-1987)            | 12 januari 1972              | 24 december 1973             | AL           |
|           | Mohammed Mohammedullah (1921-1999)          | 24 december 1973             | 25 januari 1975              | AL           |
|           | Sjeik Mujibur Rahman (1920-1975)            | 25 januari 1975              | 15 augustus 1975             | BAKSAL       |
|           | Khundaqar Mushtaq Ahmed (1918-1996)         | 15 augustus 1975             | 6 november 1975              | AL           |
|           | Abu Sadat Mohammed Sayem (1916-1997)        | 6 november 1975              | 21 april 1977                | AL           |
|           | Ziaur Rahman (1936-1981)                    | 21 april 1977                | 30 mei 1981                  | Militair BNP |
|           | Abdus Sattar (1906-1985)                    | 30 mei 1981                  | 24 maart 1982                | BNP          |
|           | Hoessein Mohammad Ershad (1930-2019)        | 24 t/m 27 maart 1982         | 24 t/m 27 maart 1982         | Militair     |
|           | Abdul Fazal Mohammed Ahsanuddin (1915-2001) | 27 maart 1982                | 10 december 1983             | Geen         |
|           | Hoessein Mohammad Ershad (1930-2019)        | 11 december 1983             | 6 december 1990              | Militair JD  |
|           | Shahabuddin Ahmed (1930) (Interim)          | 6 december 1990              | 10 oktober 1991              | Geen         |
|           | Abdur Rahman Biswas (1926)                  | 10 oktober 1991              | 9 oktober 1996               | BNP          |
|           | Shahabuddin Ahmed (1930)                    | 9 oktober 1996               | 14 november 2001             | Geen         |
|           | Ahmed Badruddoza Chowdhury (1932)           | 14 november 2001             | 21 juni 2002                 | BNP          |
|           | Jamiruddin Sircar (1931) (Interim)          | 21 juni t/m 6 september 2002 | 21 juni t/m 6 september 2002 | BNP          |
|           | Iajuddin Ahmed (1931-2012)                  | 6 september 2002             | 12 februari 2009             | Geen         |
|           | Zillur Rahman (1929-2013)                   | 12 februari 2009             | 20 maart 2013                | AL           |
|           | Abdul Hamid (1944)                          | 20 maart 2013                | 24 april 2023                | AL           |
|           | Mohammed Shahabuddin (1949)                 | 24 april 2023                | heden                        | AL           |